# تئورن فلوری
تئورن فلوری (انگلیسی: Theoren Fleury؛ زادهٔ ۲۹ ژوئن ۱۹۶۸) بازیکن هاکی روی یخ، و بازیکن بیسبال اهل کانادا است.
وی همچنین برندهٔ جوایزی همچون جام استنلی شده‌است.
از باشگاه‌هایی که در آن بازی کرده‌است می‌توان به کلگری فلیمس و نیویورک رنجرز اشاره کرد.